# Giselbert Luksemburski
Gizelbert (ur. 1007 r., zm. 6 października 1059 r.) – hrabia Salm, hrabia w Luksemburgu od 1047 r.
Był synem Fryderyka, hrabiego Moselgau, i Irmtrudy z Wetterau, wnukiem pierwszego hrabiego w Luksemburgu Zygfryda. W 1047 r. odziedziczył Luksemburg po śmierci swego starszego brata Henryka, hrabiego w Luksemburgu i księcia Bawarii. Zrezygnował z wielkich aspiracji swego poprzednika i skoncentrował się na polityce regionalnej, m.in. starając się poszerzyć terytorium swoich luksemburskich posiadłości, przez co rozpoczął on trwające kolejne półtora stulecia spory z arcybiskupami Trewiru.
Nie jest znane imię żony Gizelberta. Jego dziećmi byli:
- Konrad, zm. 1086, hrabia Luksemburga
- Herman, zm. 1088, hrabia Salm, antykról Niemiec
- córka, zamężna z hrabią Hillersleben
- córka, zamężna z Kunonem, hrabią Oltingen
- Adalbert, zm. ok. 1087, prepozyt w Metzu